# Biskupice (powiat pińczowski)
Biskupice – wieś w Polsce, położona w województwie świętokrzyskim, w powiecie pińczowskim, w gminie Złota.
W latach 1975–1998 miejscowość należała administracyjnie do województwa kieleckiego.

## Części wsi
| SIMC    | Nazwa    | Rodzaj     |
| ------- | -------- | ---------- |
| 0280229 | Łobodzie | przysiółek |
| 0280235 | Wisinki  | część wsi  |
| 0280241 | Żabiniec | przysiółek |

## Historia
W wieku XIX Biskupice wieś w powiecie pińczowskim, parafii Książnice. Dawna własność biskupów krakowskich.
W połowie XV w. ma 10 łanów kmiecych i 2 karczmy, dające dziesięcinę (do 20 grzyw.) biskupowi. Pleban w Książnicach dostaje kolędę i świętopietrze. (Długosz. L. B., II, 169).